# Stenoplax madagassica
Stenoplax madagassica är en blötdjursart som först beskrevs av Thiele 1917.  Stenoplax madagassica ingår i släktet Stenoplax och familjen Ischnochitonidae.
Artens utbredningsområde är Madagaskar. Inga underarter finns listade i Catalogue of Life.